# Kamel Morjane
Kamel Morjane, también escrito Kemal Mourjan, (en árabe: كمال مرجان‎;  9 de mayo de 1948) es un político y diplomático tunecino que se desempeñó como Ministro de Defensa de 2005 a 2010 y Ministro de Relaciones Exteriores de 2010 a 2011. Después de la Revolución Tunecina, fue designado Ministro de la Función Pública.

## Biografía
Nació en Hammam Sousse, Túnez, el 9 de mayo de 1948. Después de obtener su Licenciatura en Derecho y su diploma en Administración Pública (ENA) por la Universidad de Túnez, estudió Derecho Internacional y se graduó en el Instituto Universitario de Estudios Internacionales de Ginebra . Obtuvo un diploma en Manejo de Emergencias de la Universidad de Wisconsin y un certificado de investigación de la Academia de Derecho Internacional de La Haya . 
Trabajó en el Alto Comisionado de las Naciones Unidas para los Refugiados (ACNUR) de 1977 a 1996, y se desempeñó particularmente como Director de Personal (1988–89), Director para el Sudoeste de Asia, Norte de África y Oriente Medio (1990–94), y luego como Director para África (1994–96). Fue designado en octubre de 1996 Representante Permanente de Túnez ante las Naciones Unidas y las Organizaciones Internacionales en Ginebra .  En noviembre de 1999 fue seleccionado por el Secretario General de la ONU como su Representante Especial para el Congo ( RDC ); su tarea principal era fortalecer la Misión de Mantenimiento de la Paz de la ONU ( MONUC ). Tuvo que abandonar la República Democrática del Congo en septiembre de 2001 por motivos familiares y le ofrecieron el puesto de Alto Comisionado Adjunto para los Refugiados.  Entre el 17 de agosto de 2005 y el 14 de enero de 2010 se desempeñó como Ministro de Defensa de Túnez. El 14 de enero de 2010 fue nombrado Ministro de Asuntos Exteriores.  Tras el derrocamiento del presidente tunecino Zine El Abidine Ben Ali en enero de 2011, Morjane fue confirmado en el gobierno de coalición del que renunció el 27 de enero de 2011.  Creó un nuevo partido político, " Al Moubadara " (La Iniciativa), el 1 de abril de 2011. 
Es Miembro Eminente de la Fundación Sérgio Vieira de Mello y miembro, desde 2014, del Consejo Asesor de Seguridad Humana de las Naciones Unidas. 
El 5 de noviembre de 2018 fue nombrado Ministro de la Función Pública.  El 13 de noviembre, su nombramiento fue aprobado por la Representantes del Pueblo .  El 23 de noviembre fue nombrado miembro de la junta directiva del Fondo para la Paz de la Unión Africana . 
El 22 de agosto de 2019, fue nombrado como jefe en funciones del gobierno tunecino tras recibir las prerrogativas de Youssef Chahed, implicado en las elecciones presidenciales de 2019 . 